# Joe Garner
Pour les articles homonymes, voir Garner.
Joseph « Joe » Alan Garner, né le 12 avril 1988 à Blackburn, est un footballeur anglais qui évolue au poste d'attaquant à Oldham Athletic.

## Biographie
Le dernier jour du marché des transferts de l'été 2011, il s'engage avec Watford où il signe un contrat de deux ans. Le 18 septembre 2012, il est prêté pour 28 jours à Carlisle United.
Laissé libre par Watford, il s'engage en janvier 2013 pour le club de Preston North End où il signe un contrat de 18 mois.
Le 14 mars 2015, il signe un quadruplé lors de la victoire 5-0 de son équipe face à Crewe Alexandra. Il termine la saison avec 25 buts au compteur, ce qui fait de lui le meilleur buteur de la League One.
Le 20 août 2016, il rejoint Rangers.
Le 16 juin 2017, il rejoint Ipswich Town.
Le 9 aout 2018, il rejoint Wigan Athletic.
Le 19 janvier 2023, il rejoint Carlisle United.

## Statistiques
| Saison      | Club              | Pays         | Championnat         | Coupes nationales |
| ----------- | ----------------- | ------------ | ------------------- | ----------------- |
| 2006 - 2007 | Carlisle United   | League One   | 18 matchs / 5 buts  | -                 |
| 2007 - 2008 | Carlisle United   | League One   | 31 matchs / 14 buts | 4 matchs          |
| 2008 - 2009 | Nottingham Forest | Championship | 28 matchs / 7 buts  | 2 matchs / 1 but  |
| 2009 - 2010 | Nottingham Forest | Championship | 18 matchs / 2 buts  | 3 matchs          |
| 2010 - 2011 | Huddersfield Town | League One   | 16 matchs           | 3 matchs          |
| 2010 - 2011 | Scunthorpe United | Championship | 18 matchs / 6 buts  | -                 |
| 2011 - 2012 | Nottingham Forest | Championship | 2 matchs            | 2 matchs          |
| 2011 - 2012 | Watford           | Championship | 22 matchs / 1 but   | 2 matchs          |
| 2012 - 2013 | Watford           | Championship | 2 matchs            | 1 match           |
| 2012 - 2013 | Carlisle United   | League One   | 16 matchs / 7 buts  | 2 matchs / 1 but  |
| 2012 - 2013 | Preston North End | League One   | 14 match            | 1 match           |
| 2013 - 2014 | Preston North End | League One   | 37 match / 19 buts  | 8 matchs / 5 buts |
| 2014 - 2015 | Preston North End | League One   | 34 match / 21 buts  | 4 matchs / 1 but  |

Dernière mise à jour : 18 avril 2015.

## Distinctions personnelles
- Membre de l'équipe type de Football League One en 2015.